# Lymecycline
Lymecycline là một loại kháng sinh phổ rộng tetracycline được bán bởi công ty dược phẩm Galderma. Nó hòa tan gấp khoảng 5.000 lần so với cơ sở tetracycline và là duy nhất trong số tetracycline ở chỗ nó được hấp thụ bởi một quá trình vận chuyển tích cực qua thành ruột, sử dụng cùng một cơ chế nhanh chóng và hiệu quả mà carbohydrate được hấp thụ.
Sự hấp thu lớn hơn của lymecycline cho phép sử dụng liều lượng thấp hơn; liều tiêu chuẩn 408 mg tương đương với 300 mg tetracycline cơ sở và, trong hành động của nó, đến 500   mg tetracycline hydrochloride. Lymecycline, không giống như tetracycline hydrochloride, hòa tan ở tất cả các giá trị pH sinh lý.

## Lịch sử
Lymecycline được phát hành vào thị trường dược phẩm vào năm 1963.

## Chỉ định
Lymecycline, giống như các tetracycline khác, được sử dụng để điều trị một loạt các bệnh nhiễm trùng. Cấu hình hấp thụ tốt hơn của nó làm cho nó thích hợp hơn với tetracycline đối với mụn trứng cá nặng vừa phải và thường được kê đơn trong 8 tuần tại một thời điểm, nhưng nên tìm cách thay thế nếu không cải thiện trong 3 tháng.

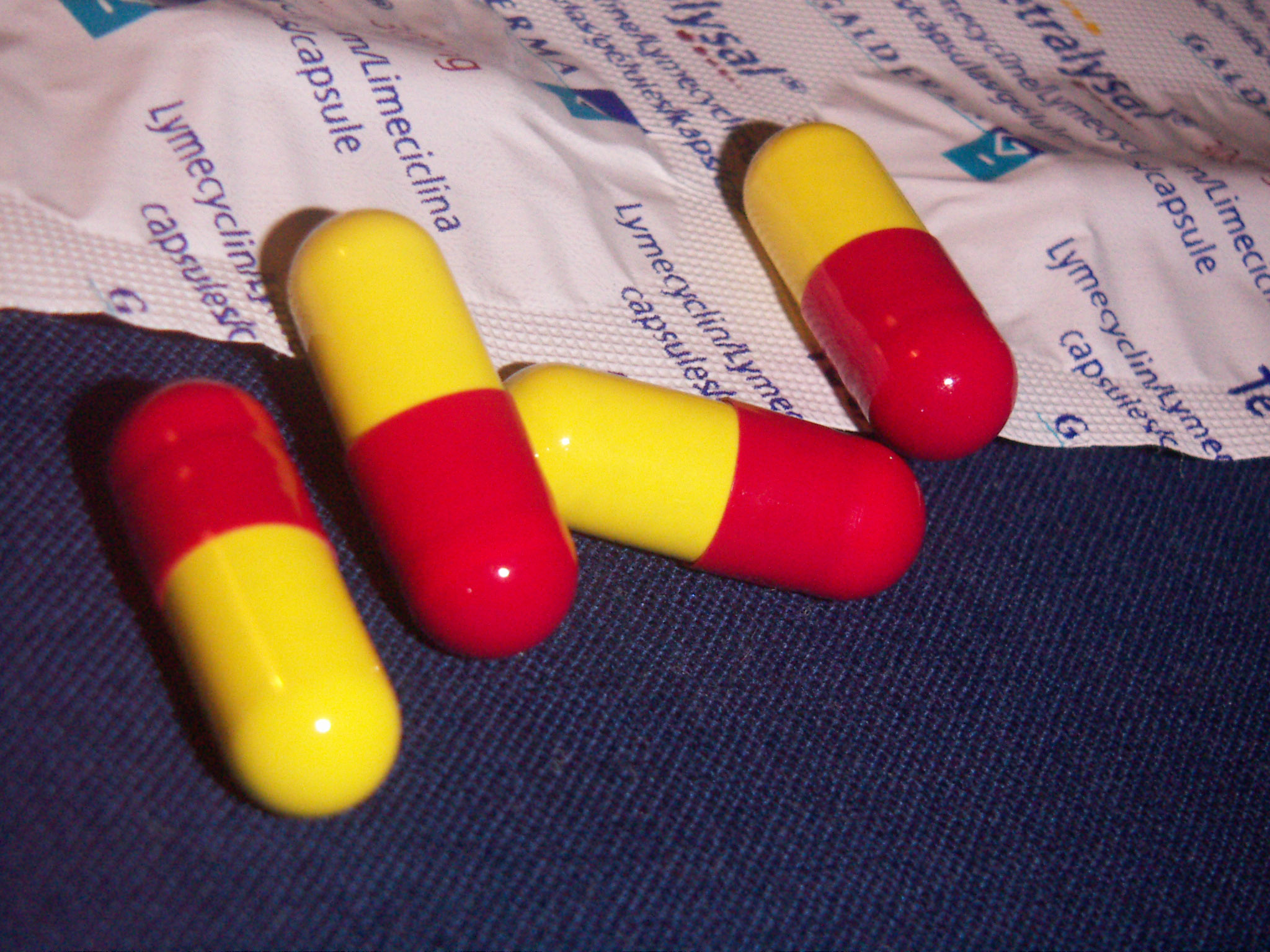
Viên nang Lymecycline

## Tác dụng phụ
Tác dụng phụ của Lymecycline có thể bao gồm phát ban, đau đầu, tiêu chảy, buồn nôn, nôn mửa, viêm da, dysphasia, viêm gan, phản ứng quá mẫn, và rối loạn thị giác. Khi dùng trong một thời gian dài, nó có thể gây ra viêm thực quản trào ngược.